# Jimmy Macbride
Jimmy Macbride (* 10. Mai 1991) ist ein US-amerikanischer Jazzmusiker (Schlagzeug, auch Komposition) des Modern Jazz.

## Leben und Wirken
Macbride stammt aus einer musisch veranlagten Familie; sein Vater David ist Komponist, seine Mutter Lisa Künstlerin; seine Schwester Alma Macbride (* 1995) ist Jazzpianistin und Filmemacherin. Mit drei Jahren begann er Schlagzeug zu spielen und beschäftigte sich schon früh mit Jazzmusik. Er studierte an der New Yorker Juilliard School, an der er Unterricht bei Carl Allen, Billy Drummond und Kenny Washington hatte. Im Laufe seiner bisherigen Karriere spielte er u. a. mit Musikern wie Herbie Hancock, Terence Blanchard, Wynton Marsalis, Kenny Barron, Jimmy Greene und Adam Rogers. Außerdem tritt er regelmäßig in Spielstätten New Yorks wie Dizzy’s Club Coca-Cola, Smalls, The Jazz Gallery und im Blue Note auf, ferner auf Festivals wie dem Monterey Jazz Festival, North Sea Jazz Festival und dem Newport Jazz Festival.
Im Bereich des Jazz war Macbride laut Tom Lord zwischen 2012 und 2018 an 16 Aufnahmesessions beteiligt, u. a. mit Luke Sellick, Clovis Nicolas, Chad Lefkowitz-Brown, Alex Goodman, Adam Larson und Nick Finzer. Gegenwärtig arbeitet er mit Nir Felder, Samora Pinderhughes, dem Lucas Pino Nonet und dem Roxy Coss Quintet, des Weiteren spielt er mit Lage Lund, Ben Street, Kevin Hays, Fabian Almazan, Matt Brewer, Michael Rodríguez und Dayna Stephens. 2019 leitete er ein eigenes Quartett, dem Ron Blake, Shai Maestro und Joshua Crumbly angehören.